# Serie A1 1938
Die Saison 1938 war die zwölfte Spielzeit der Serie A, der höchsten italienischen Eishockeyspielklasse. Meister wurde die fusionierte Associazione Milanese Disco su Ghiaccio Milano.

## Finale
| 18. Februar 1938 | AMDG Milano Prati 12. Prati 21. Carlo De Mazzeri 45. Prati 48. Franco Rossi | 5:3 (1:2, 1:1, 3:0) | AMDG Milano II Luigi Bestagini 4. Arnaldo Fabris Eigentor (Hans Lux) (25.) | Palazzo del ghiaccio, Mailand |

## Meistermannschaft
Gianmario Baroni – Egidio Bruciamonti – Enrico Calcaterra – Carlo De Mazzeri – Hans Lux – Prati – Camillo Mussi – Franco Rossi – Carlo Signorini – Luigi Venosta